# Alexander Utendal
Alexander Utendal (Gent, rond 1543/1545 – Innsbruck, 7 mei 1581) was een Vlaamse componist.

## Leven
Utendal is vermoedelijk rond 1543 in Gent geboren. Als kind was hij van 1553 tot 1558 koorknaap in de koorkapel van koningin Maria van Hongarije, vrouw van Lodewijk II van Hongarije en tevens landvoogdes van de Nederlanden als onderdeel van het Heilige Roomse Rijk waarvan haar broers Karel V en later Ferdinand I keizer waren.
Van 1564 tot 1567 werd hij voorzanger aan het hof van aartshertog Ferdinand II van Tirol in Praag. In 1567 volgde hij de aartshertog naar zijn hof in Innsbruck waar hij in 1572 tot vice-kapelmeester werd benoemd als opvolger van Jacob Regnart. Hij stond er ook in voor de opleiding van koorknapen. Utendal vervulde deze rol tot aan zijn dood in 1581 in Innsbruck. Het is bekend dat hij in 1580 de positie van kapelmeester aan het hof van Dresden weigerde.

## Werk
Door zijn positie componeerde Utendal vooral sacrale werken. Als bij wonder is het gehele originele sacrale werk van Utendaal bewaard gebleven, niet in Innsbruck maar verspreid over vele archieven en bibliotheken in Europa. De meeste van zijn werken werden gepubliceerd in Neurenberg, het toenmalige centrum van de Duitse muziekdruk. Utendal behoorde tot de Frans-Vlaamse componisten, die erg in trek waren aan het keizerlijke hof. Zijn muziek wordt geklasseerd als hoogrenaissance. De werken worden meestal gedomineerd door de hogere zangstem en staan meestal in een madrigale muziekvorm. Het is bekend dat Utendal 84 motetten geschreven heeft.

## Publicaties
- 1570: Septem psalmus poenitentialis a 4 vocibus (door Dieter Gerlach)
- 1571: Sacrae cantiones voor vier, vijf, zes en meer stemmen
- 1573: Collectie van Duitstalige liederen
- 1573: Drie missen voor vijf/zes stemmen
- 1573: Acht magnificat voor vier stemmen
- 1573: Sacrae cantiones voor vier, vijf, zes en meer stemmen
- 1574: Collectie van Franstalige liederen
- 1577: Sacrae cantiones voor vier, vijf, zes en meer stemmen
- 1586: Responsoria

- Biblioteca Nacional de España: XX1768641
- Bibliothèque nationale de France: cb140667935 (data)
- Gemeinsame Normdatei: 118763962
- International Standard Name Identifier: 0000 0000 8136 130X
- Library of Congress Control Number: n84093965
- MusicBrainz: 46de0bcb-f218-4f1f-900f-9d8acac34cda
- Nationale Bibliotheek van Tsjechië: jn20031023004
- Nationale Bibliotheek van Israël: 987007284352105171
- Nederlandse Thesaurus van Auteursnamen: 069860599
- SNAC: w67m0n2z
- Système universitaire de documentation: 164005021
- Virtual International Authority File: 56815588
- WorldCat: E39PCjF4TwfvMC6MVFvvrW7gDq